# 孫暐
孫暐（1989年10月13日—）是在中华人民共和国辽宁省大連市出生，日本成长并出道的女性模特兒及歌手，所屬於LesPros娛樂公司。她於2007年加入演艺界，近年來她在很多潮流時尚雜誌內揭載、尤其是《Popteen》及《PopSister》月刊等等，2016年11月5日與婚禮攝影師水野結婚。

## 生平
根據孫暐在她的官方檔案之中，她是出生於日本埼玉縣埼玉市的中國人，不過她本人已在多個場合表示，自己是出生在辽宁省大連市的中国人，生活到到五歲時才移民到日本新潟地區，此后在埼玉地區長大。她最終在十七歲時正式成為全職模特兒。
2016年6月歸化日本國籍，11月5日與婚禮攝影師水野結婚。

## 模特兒活動
孫暐於2007年5月開始加入模特兒活動，並同時活躍於《Popteen》時尚雜誌，以獨特二手衣的流行品味穿著獲得讀者極大的迴響，在2008年3月號起被選為POPTEEN封面，因為身高及品味出眾，不只活躍於《Popteen》雜誌，同時也大量出現在許多精品的代言人以及化妝品的廣告模特兒，相當受到10幾歲少女的支持。

## 歌唱活動
孫暐於2009年初開始加入音樂活動，並同時推出了她的首個單曲Sweet Song，該歌曲於2009年2月25日正式發行。原本是由LADY BiRD擔任演唱，再由djTEN反覆的在夜店CLUB ATOM中強力放送，詢問度超高的一首歌，在沒有發行單曲的情形下，竟然攻佔了CLUB ATOM的2008年年度點播排行榜第四名。

## 演出作品

### 雜誌
- Popteen（角川春樹事務所、2007年5月號 - 現在）讀者模待兒
- PopSister（角川春樹事務所、2010年7月號 - 現在）專屬

### 電視節目
- DANCE@TV（東京電視台）
- SHIBUHARA GIRLS（MTV）

### 歌曲
- Sweet Song（feat. Lady Bird）

## 外部連結
- 孫暐的X（前Twitter） （日語）
- 孫暐的Instagram帳戶 （日語）
- ソンイ オフィシャルブログ Powered by Ameba（页面存档备份，存于） - 官方Blog （日語）
- Weekly ソンイ Official blog（页面存档备份，存于） - 官方Blog （日語）
- LesPros內的孫暐官方網頁 （日語）